# Like I Used To
‘Like I Used To’는 미국의 싱어송라이터이자 음악가인 앤젤 올슨과 샤론 밴 이튼의 노래이다. 작사와 작곡은 앤젤 올슨과 샤론 밴 이튼이 하였으며, 프로듀싱은 그래미 수상자이자 둘과 각각 작업을 한 적이 있던 존 콩글턴이 맡았다. 2021년 3월 4일 잭재규워를 통하여 발매되었다.
코로나19 범유행으로 인한 봉쇄 및 격리 기간 동안에 만들어진 노래로, 음악적으로 인디 록 장르에 컨트리의 색채가 들어가 있다. ‘Like I Used To’는 음악 평단으로부터 긍정적인 반응을 받았다. 뮤직비디오도 노래와 함께 공개되었다.

## 배경 및 발매
샤론 밴 이튼은 2019년 1월 다섯 번째 정규 음반 “Remind Me Tomorrow”를 발매하였으며, 2021년 4월에는 두 번째 정규 음반 “epic”의 10주년 기념으로 피오나 애플, 코트니 바넷, 샤미르 등이 참여한 “epic Ten”을 발표하였다. 앤젤 올슨은 2019년 10월에 네 번째 정규 음반 “All Mirrors”를 공개하였고, 이듬해에는 음반의 수록곡을 다듬어 다섯 번째 정규 음반 “Whole New Mess”를 발표하였다. 이 음반들은 모두 음악 비평가들로부터 극찬을 받았다.
밴 이튼은 앤젤 올슨과 둘이서 진행하는 인터뷰에서 ‘Like I Used To’를 코로나19 범유행이 일어나고 있을 때 만들었다고 언급하였다. 노래를 만들 당시 밴 이튼은 스스로 "기분이 좋아지는 노래를 만들고 싶다"는 생각을 계속해서 마음속으로 되새기며 작업을 하였고, 2020년 6월 앤젤 올슨에게 미완성된 노래와 함께 같이 노래를 불러보자고 연락을 보냈다. 한편 올슨은 이전부터 밴 이튼과 협업을 하고 싶었으나 수줍은 성격 탓에 먼저 연락을 하지 못했었고, 밴 이튼이 컬래버를 제안했을 때 이를 수락하였다.
2021년 5월 17일, 밴 이튼은 트위터에서 앤젤 올슨을 언급하며 "이번 주에 놀지 않을래?"라는 내용의 글을 올렸다. 이에 앤젤 올슨은 "언제? 내 친구들을 못 만나서...예전처럼(Like I Used To)"라고 대답하였다. 밴 이튼은 다시 목요일 아침과 함께 Like I Used To를 다시 한 번 말하는 트윗을 남겼다. 이후 5월 19일, 밴 이튼과 올슨은 ‘Like I Used To’를 발매할 것이라고 공식적으로 발표하였다. 그리고 이튿날인 5월 20일, 노래가 발매되었다.

## 작곡 및 작사
노래에는 인디 록과 얼터너티브 컨트리 장르의 노래이며, 컨트리의 색채도 들어가 있다. 노래의 백 밴드로 디 워 온 드럭스의 데이비드 하틀리, 데스 캡 포 큐티의 잭 레이와 도스의 그리핀 골드스미스가 참여하였다.

## 평가
‘Like I Used To’는 음악 평단으로부터 호평을 받았다. 피치포크의 샘 소돔스키는 노래를 베스트 뉴 트랙에 선정하였고, 올슨이 노래를 부르는 부분에서는 클래식 컨트리와 걸그룹의 발라드가 조금씩 느껴지며, 샤론 밴 이튼의 부분은 바람에 풀어진 긴 리본같이 느껴진다고 표현하였다. 언더 더 레이더의 마크 레드펀은 이 주의 노래 10곡을 선정하는 글에서 ‘Like I Used To’를 1위로 선정하며 "이 글을 올리기 하루 전 처음으로 노래를 들었을 때, 분명히 이 노래가 1위로 선정되어야 한다고 생각하였다"고 이야기하였다. 파 아웃 매거진의 타일러 골센은 노래에 대한 점수를 10점 만점에 8.5점을 매기면서 "강렬함으로 타오르는 이 노래는, 훅과 기억하기 쉬운 멜로디로 만들어져 있다"고 말하였으며, 이어서 "우리가 거의 1년 반 동안이나 갇혀 지내면서 이전에는 어떻게 살았는지에 관한 이야기를 완벽하게 보여준다"고 호평을 보냈다.

## 뮤직 비디오
2021년 5월 20일, 노래가 공개됨과 동시에 샤론 밴 이튼의 유튜브 채널에 ‘Like I Used To’의 뮤직 비디오도 공개되었다. 킴벌리 스턱위시가 영상의 감독을 맡았으며, 로스앤젤레스와 조슈아트리에서 촬영하였다. 피치포크의 에릭 토레스는 "2021년 5월 최고의 뮤직 비디오 6개"란 제목의 글에서 해당 뮤직 비디오를 1위로 선정하였다.

## 라이브 공연
2021년 6월 8일, 밴 이튼과 올슨은 지미 팰런이 진행하는 더 투나잇 쇼에서 공연을 하였다.

## 참여진
크레딧은 타이달에서 발췌하였다.
- 샤론 밴 이튼 – 보컬, 작사 및 작곡
- 앤젤 올슨 – 보컬, 작사 및 작곡
- 존 콩글턴 – 프로듀서
- 하우스 엘더, 페이퍼웨이트 뮤직, 윅센 뮤직 퍼블리싱 – 출판

## 발매 일정
| 지역 | 날짜            | 포맷     | 레이블   | 출처   |
| ---- | --------------- | -------- | -------- | ------ |
| 세계 | 2021년 5월 20일 | 스트리밍 | 잭재규워 | [ 22 ] |